# 奇妙家庭變形豆
《奇妙家庭變形豆》（Barbapapa）是一部漫畫及其主人公的名字。1970年由法裔美國作家Annette Tison和Talus Taylor夫婦用法语创作，之后有的30多种语言版本出版，其中文譯本曾在1980年代於香港發行。于1975年被拍摄成45集5分钟的动画片后，至今在超过40个国家播放过。1986年曾在中国中央电视台《七巧板》栏目播放，当时译名为《可里可里可里，巴巴变》，此版为引进的德语版，并在最后为其制作了一期专题节目《再见，巴巴爸爸》。2015年5月，谷歌慶祝了其45週年的出版紀念日。

## 語意
在法语中，是棉花糖的意思，也可作“爸爸的胡须”，“巴巴爸爸”这个角色名就兼有棉花糖与爸爸的意思。

法国的棉花糖呈现粉红色是因为加入了草莓汁。

## 家庭成員
奇妙家庭變形豆的成員有：
| 原名       | 英文译名    | 德文译名   | 台灣譯名   | 香港譯名   | 大陆译名   | 性别 | 爱好           |
| ---------- | ----------- | ---------- | ---------- | ---------- | ---------- | ---- | -------------- |
| Barbapapa  | Barbapapa   | Barbapapa  |            | 變形豆爸爸 |            |      |                |
| Barbamama  | Barbamama   | Barbamama  | 泡泡媽媽   | 變形豆媽媽 | 巴巴妈妈   |      |                |
| Barbidou   | Barbazoo    | Barbakus   | 泡泡祖     | 黃豆       | 巴巴祖     | 男孩 | 大自然和小動物 |
| Barbalala  | Barbalala   | Barbalala  | 泡泡拉拉   | 綠豆       | 巴巴拉拉   | 女孩 | 音樂           |
| Barbotine  | Barbalib    | Barbaletta | 泡泡莉波   | 橙豆       | 巴巴利波   | 女孩 | 看書           |
| Barbouille | Barbabeau   | Barbabo    | 泡泡巴柏   | 黑豆       | 巴巴伯     | 男孩 | 藝術           |
| Barbabelle | Barbabelle  | Barbabella | 泡泡貝兒   | 紫豆       | 巴巴贝尔   | 女孩 | 愛美           |
| Barbibul   | Barbabright | Barbarix   | 泡泡布萊特 | 藍豆       | 巴巴布莱特 | 男孩 | 科學           |
| Barbidur   | Barbabravo  | Barbawum   | 泡泡布拉伯 | 紅豆       | 巴巴布拉伯 | 男孩 | 運動           |

大部分英文译名和少量法文名字体现了角色的性格。例如belle是法语“美丽”的意思，相应的，Barbabelle就很爱美。